# Біловезький національний парк
Біловезький національний парк (пол. Białowieski Park Narodowy) — національний природний парк в Підляському воєводстві Польщі, поблизу кордону з Білоруссю. Під охороною знаходиться частина лісового масиву Біловезька пуща.
З 1979 року є об'єктом Світової спадщини ЮНЕСКО.

## Історія
Біловезька пуща протягом століть належала різним державам, але практично завжди була місцем полювання вищої знаті. З середини другого тисячоліття починається інтенсифікація використання багатств пущі, в тому числі вирубка лісів і видобування корисних копалин. Однак до цього ж часу відносяться і перші закони про охорону пущі: в 1558 році видано указ польського короля про охорону мисливських угідь, а в 1577 році під охорону взято зубра. Указ встановлював обмеження на вилов тварин і доступ мисливців на територію пущі.
У 1795 році Біловезька пуща відійшла до складу Російської Імперії, що призвело до зниження поголів'я тварин через полювання російських бояр та іншої знаті. Практично повністю винищено бобрів та ведмедів, скорочено поголів'я зубрів, хоча їх відстріл дозволений тільки за дозволами імператора. Здійснено передачу ділянок пущі у власність дворянам з подальшим насадженням лісів. Пожежа 1812 року і нашестя Наполеона нанесли пущі додаткових збитків. Тільки за Олександра II вона знову стала заповідною зоною. Розпочато відновлення популяції тварин, в тому числі за рахунок ввезення їх з Німеччини.
У 1888 році Біловезька пуща стала власністю царської сім'ї з метою перетворення в мисливські угіддя. Під час Першої світової війни німецька окупаційна влада розпочала активну вирубку лісів, одночасно виділивши центральну частину в якості «Парку незайманої природи». Згодом польський уряд створив на його базі Біловезький національний парк. Частина пущі, яка виявилася в 1939 році в складі Білоруської РСР, була в грудні того ж року оголошена державним заповідником.
У 1921 році в Біловезькій пущі був організований лісовий резерват — з цього моменту відраховується формальна історія національного парку. 11 серпня 1932 року рішенням уряду Польської Республіки заснований Національний парк в Біловежі. Після Другої світової війни через пущу пройшла нова межа між СРСР і Польщею, і національний парк знову відкрився лише в 1947 році.
У 1976 році Біловезькому національному парку присвоєно статус біосферного заповідника.
У 1979 році рішенням 3-ї сесії Комітету Світової спадщини ЮНЕСКО, Біловезький національний парк був включений до списку Світової спадщини, у 1992 році статус був поширений на білоруську частину пущі, а 23 червня 2014 року рішенням 38-ї сесії комітету Світової спадщини вся Біловезька пуща, її польська і білоруська частини, стала єдиним транскордонним об'єктом Світової спадщини ЮНЕСКО.